# Comunidad de villa y tierra

Comunidades de villa y tierra en la Extremadura castellana

Las comunidades de villa y tierra constituyeron una forma de organización política de la Extremadura castellana, las tierras reconquistadas por el Reino de Castilla a los reinos andalusíes entre los siglos XI y XII. En el Reino de Aragón, en la Extremadura aragonesa, existieron unas instituciones parecidas, las comunidades de aldeas aragonesas.

## Descripción y organización
La comunidad de villa y tierra consiste en tierras comunadas que incluían a distintas aldeas alrededor de una villa mayor y que se subdividían, a su vez, en seis sexmos u ocho ochavos. Estas tierras podían ser, según su dueño, de realengo si son del rey, de abadengo si son de un abad o de un obispo, de solariego si son de un noble u orden militar o de behetría si son los propios habitantes quienes eligen al señor.
En este nuevo sistema, el centro y eje del esquema administrativo será la Villa. Los vecinos o villanos, organizados en concejo, reciben del Rey un amplio territorio de centenares y aún millares de kilómetros cuadrados, sobre el que van a ejercer los derechos de propiedad y organización que anteriormente correspondían al Rey, magnates y abades.
Las competencias del concejo serían:
- Poblamiento. Dirige el nacimiento e instalación de las aldeas en su territorio, reparte las heredades entre los vecinos y reserva otras tierras para aprovechamiento concejil y comunal.
- Normas jurídicas. La Villa establece las normas que regulan las relaciones entre la propia aldea y otras, así como entre los vecinos de unas y otras. Las normas venían reguladas por los Fueros, sancionados por el monarca.
- Autonomía. La Villa dependía únicamente del Rey. Elegían anualmente, vecinalmente o por parroquias (barrios), a sus propias autoridades, con una duración de los cargos de un año, y estos ejercían todas las competencias gubernativas, judiciales, económicas y aún militares.

Las competencias de la Comunidad y su autonomía no están reñidas con la presencia en la misma de un representante del Rey, para velar por sus intereses, especialmente fiscales. Todas las Comunidades son iguales y solo se relacionan directamente con el rey, pues este es el único lazo de unión con la Corona.
Así se pueblan y organizan las tierras al sur del río Duero, en cuarenta y dos comunidades[cita requerida], que integrarían la denominada Extremadura castellana. Este régimen de libertades y autonomía será considerado como una situación de privilegio por las poblaciones más antiguas de Castilla. Mientras al norte del río Duero, el proceso de señorización englobaba en el siglo XIII a la mitad de sus aldeas, en las comunidades de villa y tierra, el avance señorial es frenado casi totalmente por la mayor capacidad de resistencia de éstas, que solo comenzará a romperse en la segunda mitad del siglo, en las comunidades de menor extensión.

## Historia
La primera repoblación de la cuenca del río Duero, que se realiza entre los años 850 y 975 partiendo de la base cantábrica del baluarte defensivo creado por Alfonso I de Asturias (739-757), va a seguir una pauta organizativa uniforme, lo mismo en la zona leonesa que en la castellana.
Aplicando la tradición jurídica romana, todas las tierras abandonadas (y lo son todas las de la meseta) pasan a ser propiedad del Rey, integrándose en su patrimonio, que no distingue entre la Corona y el rey como persona privada. Así, el rey se convierte en propietario de todas las nuevas tierras que se van a repoblar en los siglos IX y X.

### El realengo, los dominios señoriales y los abadengos
Este carácter de realengo, donde el rey es el señor feudal inicial, no se mantuvo durante mucho tiempo, pues muy pronto el rey comienza a ceder algunas porciones a favor de magnates e infanzones que dirigen o colaboran en las tareas de repoblación y también de entidades eclesiásticas, como monasterios, iglesias y catedrales. Estos dominios serán de importancia relativamente escasa, por dos razones principalmente:
1. De una manera cuantitativa, porque ninguno de estos señoríos llega a competir, ni de lejos, con la extensión del realengo.
2. Por el carácter disperso de estos señoríos, pues no formaban un todo continuo y compacto, sino que estaban diseminados en docenas de pueblos separados por varias decenas de kilómetros.

Conviviendo con esta estructura político-administrativa, en manos eminentemente del rey, los magnates y la Iglesia, existía otra propiedad inferior, que recaía sobre las mismas tierras, en manos de los cultivadores, hombres libres en su inmensa mayoría, que disfrutaban del derecho de transmisión en vida, en muerte, de venta, de donación, etc. La única obligación, respecto del primer propietario, era abonarle el censo y cumplir las obligaciones establecidas por la costumbre o por la carta de poblamiento, que no solía referirse a las tierras cultivadas sino, a un tanto por fuego (hogar).
De esta forma, conviven las siguientes soberanías territoriales:
- El rey. Reúne todos los poderes políticos, judiciales y militares del reino.
- Los condes. Delegados regios removibles, que gobiernan diversas comarcas del reino.
  - Jueces o sayones. Desde un castillo regían pequeños territorios, llamados alfoces o suburbios.
    - Aldeas. Centros de población local, de entre cinco a veinte familias, cada aldea con su concejo. Estos centros de población no estaban jerarquizados, ya que la organización no rebasaba los límites del concejo.

Este es el marco en que se desenvolvieron, hasta el siglo XI, los territorios que formaban la Merindad Mayor de Castilla, todos los cuales fueron repoblados antes del año 975.

### Nacimiento de las comunidades
Las campañas de Almanzor (976-1002) significarán una interrupción, más aún, un retroceso, en este proceso repoblador. Cuando después de 1010 ha desaparecido el peligro musulmán, los cristianos dirigirán sus esfuerzos a restaurar, material y demográficamente, los territorios situados al norte del río Duero conforme al anterior esquema institucional, las merindades.
Pero ya en la segunda mitad del siglo XI comienza la repoblación de las tierras al sur del Duero. Especialmente después de la ocupación cristiana del reino de Toledo (1085) es preciso repoblar con urgencia los territorios despoblados situados entre las aldeas del río Duero y los nuevos territorios al sur del Sistema Central, donde se va a seguir otro sistema, en vez de condados, alfoces y aldeas: van a nacer las comunidades de villa y tierra.

### Evolución
En todas estas poblaciones se acepta a cuantos quieran repoblar, siempre que respetaran los fueros (fijar en ellas su domicilio, al menos un año), por ello son eximidos de tributos feudales, como la mañería y el nuncio; de peajes, portazgos y montazgos. Cada concejo tiene sus milicias, con las que los reinos mantuvieron sus fronteras durante los ataques de almorávides y almohades, estas guerras y escaramuzas (cabalgadas), son una fuente importante de ingresos para estas milicias y se halla estimulada en los fueros, por el reconocimiento de una superior categoría social a estos caballeros villanos, concejiles o populares que alternan la guerra con el pastoreo.
La superioridad militar de estos pastores-guerreros sobre los campesinos sedentarios, provocó una diferenciación social, al encomendarles no solo la defensa permanente del territorio, asignado a la villa, sino la protección del ganado comunal. Ser caballero, disponer de un caballo, es una obligación para todos los que disponen de medios económicos suficientes y es, al mismo tiempo un honor que lleva consigo la exención de determinados impuestos. Riqueza y eficacia militar convierten a los caballeros villanos en los personajes más influyentes de los concejos, que con el tiempo, se reservaran en exclusiva el gobierno de la villa.

"La liquidación definitiva de las comunidades castellanas y aragonesas y el saqueo final de sus todavía cuantiosos bienes fue llevada a cabo, paradójicamente, por los gobiernos liberales del siglo pasado"

### Reino de Aragón

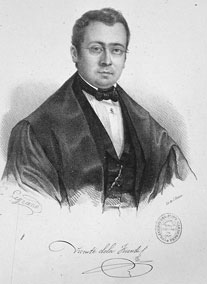
Retrato de Vicente de la Fuente

En la Extremadura aragonesa, existieron unas instituciones medievales denominadas comunidades de aldeas, que aunque diferentes, guardaban una cierta similitud con las comunidades de villa y tierra castellanas. Existieron cuatro comunidades de aldeas: Comunidad de Aldeas de Calatayud, Comunidad de Aldeas de Daroca, Comunidad de Aldeas de Teruel y Comunidad de Aldeas de Albarracín, desarrolladas por el solar de la antigua Celtiberia.

"Otro aragonés, don Vicente de la Fuente, uno de los pocos estudiosos de las viejas comunidades –hijos todos ellos de tierras comuneras–, eligió como tema para su discurso de ingreso en la Academia de la Historia el de las comunidades aragonesas de Calatayud, Daroca, Teruel y Albarracín con harta extrañeza de los eruditos –dice textualmente–, pues la mayoría de ellos no sabían que hubieran existido comunidades sino en Castilla y en tiempos de Carlos V."

## Relación de comunidades de villa y tierra
| Comunidad               | Extensión (km²) | Comunidad             | Extensión (km²) |
| ----------------------- | --------------- | --------------------- | --------------- |
| Ágreda                  | 499,90          | Huete                 |                 |
| Alarilla                |                 | Illescas              |                 |
| Alcalá de Henares       | 1.029,58        | Íscar                 | 167             |
| Almazán                 | 936,64          | Jadraque              |                 |
| Almoguera               |                 | Maderuelo             | 248,51          |
| Arévalo                 | 1.118,36        | Madrid                |                 |
| Atienza                 | 2.552,13        | Magaña                | 85,78           |
| Ávila                   | 8.935,12        | Medellín              | 1.266,23        |
| Ayllón                  | 823,79          | Medinaceli            | 2.640           |
| Aza                     | 345,64          | Medina del Campo      | 1170,75         |
| Béjar                   | 560,50          | Molina de Aragón      | 2.594,74        |
| Beleña                  |                 | Montejo               | 189,18          |
| Berlanga de Duero       | 428,59          | Olmedo                | 537,71          |
| Brihuega                |                 | Osma                  | 308,58          |
| Buitrago                |                 | Pedraza               | 399,74          |
| Cabrejas                | 198,51          | Peñafiel              | 368,97          |
| Calatañazor             | 256,73          | Plasencia             | 4.909,39        |
| Caracena                | 239,35          | Portillo              | 254,45          |
| Cifuentes               |                 | Roa                   | 292             |
| Coca                    | 291,21          | San Esteban de Gormaz | 734             |
| Cogolludo               |                 | San Pedro Manrique    | 267,62          |
| Cuéllar                 | 1.203,81        | Segovia               | 5.568,98        |
| Cuenca                  |                 | Sepúlveda             | 1334,10         |
| Curiel                  | 93,12           | Sigüenza              |                 |
| Fuentepinilla o Andaluz | 184,15          | Soria                 | 2.998,21        |
| Fuentidueña             | 458,46          | Talamanca             |                 |
| Fresno de Cantespino    | 114,34          | Trujillo              | 3.578,96        |
| Galve                   |                 | Uceda                 |                 |
| Gormaz                  | 170,11          | Ucero                 | 183,76          |
| Guadalajara             |                 | Yanguas               | 257,88          |
| Hita                    |                 | Zorita                |                 |
| Turégano                |                 |                       |                 |